# اکوم
اکوم (به لاتین: Akome) یک منطقهٔ مسکونی در غنا است که در منطقه ولتا واقع شده‌است.